# Roiul Dublu din Perseu

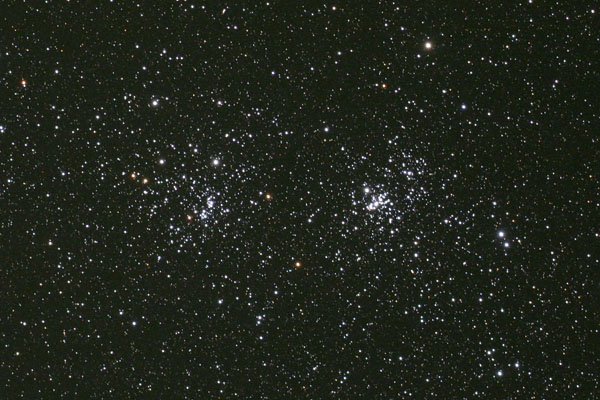
NGC 869 (dreapta) și NGC 884 (stânga); nordul este spre partea superioară.

Roiul Dublu din Perseu sau Caldwell 14 este denumirea comună dată pentru două roiuri deschise din constelația Perseu: NGC 869 și NGC 884. NGC 869 și NGC 884 se află la o depărtare similară de Sistemul solar, de aproximativ 7500 sau 7600 de ani-lumină. 
Roiul Dublu este circumpolar pentru majoritatea latitudinilor nordice. Se află în proximitatea constelației Cassiopeia.

## Prezentare istorică
Babilonienii, iar mai târziu grecii antici, observaseră deja această „stea nebuloasă”, catalogată pentru prima dată în 130 î.Hr. de Hipparchus. De fapt, această pată lăptoasă, ușor vizibilă cu ochiul liber, este formată din două roiuri de stele care par lipite una de alta.
Charles Messier nu a inclus aceste două roiuri în catalogul său, deși era, fără îndoială, conștient de existența lor.

## Observare
Observarea roiului dublu din Perseu prin binoclu vă permite să contemplați bogăția și amploarea acestui câmp de stele slabe. Un telescop mai mare de 100 mm vă va duce direct în inima acestui stup stelar. Cu toate acestea, o mărire mai mare de 25 × împiedică observarea întregului roi dublu în același câmp. Un instrument de 200 mm dezvăluie sute de stele (de la magnitudinea 8 la magnitudinea 14) în fiecare dintre roiuri. Pot fi observate diferențe de culoare între stelele care au devenit supergigante roșii și cele care sunt încă pe secvența principală sau au devenit supergigante albe sau albăstrui.
Conform clasificării roiurilor deschise a lui Robert Trumpler, cele două roiuri deschise sunt de tipul I3r. Cuprind o concentrație mare de stele, o gamă largă de magnitudini și mai mult de o sută de stele.

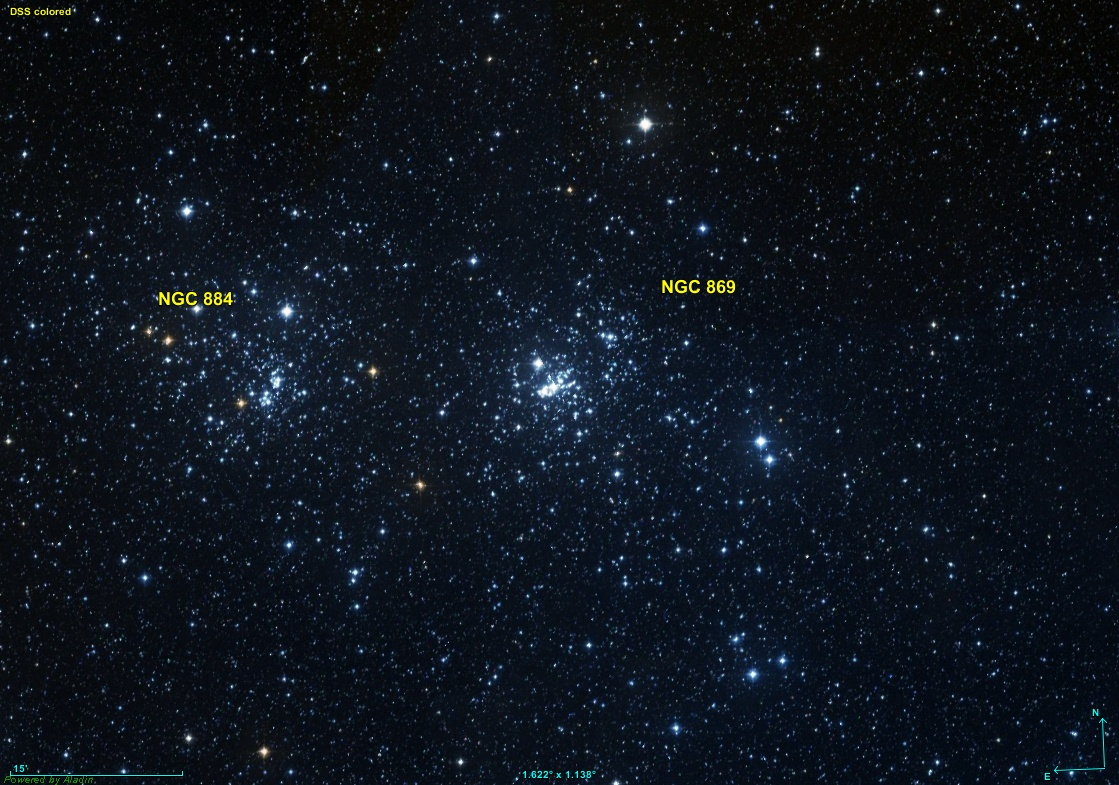
NGC 884 (la stânga) și NGC 869 de DSS

## Mitologie
Perseu a fost un erou celebru al mitologiei grecești, fiu al zeului grec Zeus. Pe lângă decapitarea Medusei, Perseu a săvârșit și alte fapte eroice, cum ar fi salvarea prințesei Andromeda, care era legată de o stâncă pentru a fi sacrificată unui monstru marin, Cetus. Zeii l-au comemorat pe Perseu plasându-l printre stele, cu capul Medusei într-o mână și sabia cu bijuterii în cealaltă. Roiul dublu reprezintă mânerul cu bijuterii al sabiei sale.